# Le roi l'a dit
Le roi l'a dit est un opéra-comique français en trois actes de Léo Delibes sur un livret d'Edmond Gondinet, créé le 24 mai 1873 à l'Opéra-Comique de Paris, sous la direction d'Adolphe Deloffre.

## Personnages et créateurs
| Rôle                                        | Tessiture     | Création, le 24 mai 1873 (Chef d'orchestre: Adolphe Deloffre) |
| ------------------------------------------- | ------------- | ------------------------------------------------------------- |
| Javotte                                     | soprano       | Marguerite Priola                                             |
| Benoit                                      | ténor         | Paul Lhérie                                                   |
| Marquis de Moncontour                       | basse         | Jean-Vital Jammes dit Ismaël                                  |
| Marquise de Moncontour                      | mezzo-soprano | Antoinette-Jeanne Révilly                                     |
| Marquis de Florembelle                      | soprano       | Ganetti                                                       |
| Marquis de la Bleuette                      | mezzo-soprano | Julia Reine                                                   |
| Chimène                                     | soprano       | J Nadaud                                                      |
| Agathe                                      | soprano       | Guillot                                                       |
| Philomèle                                   | soprano       | Marguerite Chapuy                                             |
| Miton                                       | ténor         | Charles-Louis Sainte-Foy                                      |
| Gautru                                      | basse         | Joseph Thierry                                                |
| Angélique                                   | soprano       | Thibault                                                      |
| Baron de Merlussac                          | basse         | François Bernard                                              |
| Pacôme                                      | ténor         | Barnolt                                                       |
| Serviteurs, courtisans, commerçants (chœur) |               |                                                               |

## Argument
(d'après le livret du CD Gaieté lyrique)
Le marquis de Moncontour, heureux père de quatre filles, a retrouvé la perruche de Mme de Maintenon ; pour sa peine, il va enfin être présenté au Grand Roi Louis, quatorzième du nom. Autre motif de satisfaction, sa femme a déniché des gendres pour deux de leurs filles : le vaniteux baron de Merlussac pour Agathe et le gros financier Gautru pour Chimène. Elle ne sait pas qu'elles aiment - respectivement ! - le marquis de Flarembel et le marquis de la Bluette. 
D'autres personnages encore : Miton, professeur de danse et de maintien ; Javotte, la jolie servante et son amoureux Benoît, un jeune paysan venu la rejoindre de son lointain village.
Moncontour revient affolé de la présentation : soucieux de plaire au roi, il n'a pas osé le contredire lorsque celui-ci a paru supposer qu'il avait un fils et a demandé que ledit fils lui soit présenté !... Où trouver un fils ? Heureusement, Miton a rencontré Benoît et se fait fort de le dégrossir. Mais Benoît en fils de marquis n'est pas aussi docile qu'on l'espérait : il fait les quatre cents coups, embrasse Javotte, se comporte mal, perd aux cartes et favorise même les amoureux de ses fausses sœurs au lieu d'aider les antipathiques candidats officiels. Quant à la marquise, elle se met à se demander si Benoît n'est pas un fils naturel de son mari...
Mais Benoît arrange tout : il provoque Merlussac et Gautru séparément en duel et fait chaque fois semblant de tomber mort. Or, en France sous Mme de Maintenon, on ne plaisante pas avec les duels : les deux "assassins" filent à l'étranger. Le roi envoie ses condoléances à Moncontour, qui n'a donc plus besoin de fils. Benoît disparaît avec Javotte (et une bonne dot), laissant le marquis et la marquise tout soulagés. Les deux amoureux d'Agathe et de Chimène sont agréés. 